# Jean-Éric Bousch
Pour l’article homonyme, voir Valentin Bousch.
Jean-Éric Bousch, né le 30 septembre 1910 à Forbach (Moselle) et mort le 6 avril 1999 dans la même ville, est un homme politique français.

## Biographie
En 1988, il succède à Jean-Marie Rausch au Sénat.
Jean-Éric Bousch meurt le 6 avril 1999 à l'âge de 88 ans.
Une piscine olympique porte son nom.

## Détail des fonctions et des mandats

### Mandats locaux
- 1949 - 1967 : Conseiller général du canton de Forbach
- 4 mai 1953 - août 1988 : Maire de Forbach
- 1967 - 1973 : Conseiller général du canton de Forbach-II
- 27 juin 1970 - 21 juillet 1995 : Président du district de Forbach[4]
- 1976 - 1984 : Conseiller général du canton de Forbach-II
- 1984 - 1990 : Conseiller général du canton de Forbach
- 1986 - 1988 : Conseiller régional de Lorraine et Vice-président du conseil régional de Lorraine
- mars 1989 - 24 juin 1995 : Maire de Forbach
- 1995 - 6 avril 1999 : Conseiller municipal de Forbach

### Mandats parlementaires
- 7 novembre 1948 - 18 mai 1952 : Sénateur de la Moselle
- 18 mai 1952 - 8 juin 1958 : Sénateur de la Moselle
- 8 juin 1958 - 26 avril 1959 : Sénateur de la Moselle
- 26 avril 1959 - 26 septembre 1965 : Sénateur de la Moselle
- 26 septembre 1965 - 1er octobre 1974 : Sénateur de la Moselle
- 19 mars 1978 - 22 mai 1981 : Député de la 6e circonscription de la Moselle[5]
- 29 juillet 1988 - 1er octobre 1992 : Sénateur de la Moselle